# Bridgepoint Capital
Bridgepoint Capital Limited is een Europese private-equity-investeerder.
Het heette tot mei 2000 NatWest Equity Partners, tot het werd losgemaakt van haar moederbedrijf door een managementbuy-out.

## Investeringen
Hieronder volgt een (incompleet) lijstje van Bridgepoints investeringen.
- Leeds Bradford International Airport
- Rodenstock
- Infinitas Learning - het voormalige Wolters-Noordhoff
- Pret a Manger